# Terrorisme en 2000
Chronologie du terrorisme
- 1996
- 1997
- 1998
- 1999
- 2000
- 2001
- 2002
- 2003
- 2004

L'année 2000 a compté 1814 attaques terroristes. Elles ont causé la mort de 4422 personnes.

## Événements

### Avril
- 12 avril, Pakistan : des hommes armés tirent sur un groupe de musulmans chiites à Mulawali, faisant quinze morts et vingt blessés[2].
- 19 avril, France : un attentat à Quévert, dans les Côtes-d'Armor, vise un restaurant McDonald's. Attribué à des indépendantistes bretons, cet attentat fait un mort, une employée du restaurant[3],[4].

### Septembre
- 28 septembre, Israël : déclenchement de la seconde intifada[n 1]. Trente-neuf attentats sont répertoriés entre le 28 septembre et le 12 décembre 2001[5].

### Octobre
- 12 octobre, Yémen : un attentat-suicide contre l'USS Cole, stationné au Yémen, fait dix-sept morts. Il est revendiqué par l'organisation terroriste al-Qaïda[6].

### Décembre
- 22 décembre, Inde : le groupe terroriste Lashkar-e-Toiba tue deux soldats et un civil au Fort Rouge, à Delhi[réf. nécessaire].
- 24 décembre, Indonésie : plusieurs explosions dans des églises, le jour du réveillon de Noël, font dix-neuf morts et cent vingt blessés à travers le pays[7],[8]. Ces attaques sont attribuées au groupe terroriste islamiste indonésien Jemaah Islamiyah[8].